# حسين المقهوي
حسين المقهوي(24 مارس 1988)، لاعب كرة قدم سعودي يلعب في نادي العلا ولعب سابقاً في المنتخب السعودي لكرة القدم.

## حياته
ولد عام 1988م في قرية الحليلة في محافظة الأحساء شرق المملكة العربية السعودية.

## مسيرته الكروية
بدأ حسين المقهوي مسيرته الكروية في حواري الأحساء حتى انضم عام 1422هـ لفريق الناشئين بنادي العدالة، حتى وصل لدرجة الشباب وهناك وصلته عروض عديدة أبرزها من نادي الاتحاد عام 1427هـ
وكان نادي الاتحاد يترأسه حينها منصور البلوي الذي اتفق مع مسؤولي العدالة على انتقاله ولكن لسوء الحظ أنه قدم استقالته الشهيرة بعد أيام، ولذلك لم تكتمل الصفقة.
حيث أن فريق الاتحاد كان يضم بين صفوفه لاعبين كبار ونجوم في المنتخبات وهو الأمر الذي قد لا يُمكّنه من اللعب في التشكيل الأساسي بشكل سريع. وواصل المقهوي مسيرته مع العدالة وساهم في صعوده للدرجة الأولى.
وفي أول موسم في دوري الأولى وصلت له الكثير من العروض أبرزها من نادي الرائد ونادي نجران لكن نادي العدالة لم يكن متحمساً لتلك العروض، قبل أن يقدم نادي الفتح عرضاً ضخماً في عام 2010 ليفوز بخدماته بشكل رسمي.
ومع نادي الفتح تجلت موهبة المقهوي بشكل أكبر حتى ساهم في بقاء الفتح ضمن دوري المحترفين ثم الفوز بلقب الدوري لأول مرة، قبل أن ينضم للمنتخب الأول في كأس العرب بالطائف ومن ثم كأس الخليج 21 في البحرين وتصفيات كأس آسيا 2015م.
والمقهوي اشتهر أثناء لعبه في العدالة بلقب «ثنيان الأحساء» والذي يرمز للاعب نادي الهلال المميز يوسف الثنيان حيث يتشابه معه في مهاراته، ولكن المقهوي يوضح أن اللقب ورثه عن والده الذي كان يُطلق عليه هذا الاسم.
و بعد ذلك انتقل إلى النادي الأهلي بعقد يمتد حتى خمس سنوات. 
و عاد إلى نادي الفتح في عام 2022 وعاد إلى نادي العدالة في عام 2023 و انتقل إلى نادي العلا في مطلع عام 2024.

## إنجازاته الدولية
ظهر لأول مرة في مباراة للمنتخب السعودي ضد المنتخب الإيراني حيث انتهت المباراة بتعادلٍ سلبي.
في يونيو عام 2018، تم اختيار المقهوي وضمه إلى التشكيلة النهائية للمنتخب السعودي والمُشاركة بمونديال كأس العالم 2018 في روسيا.

### أرقامه الدولية
| الرقم | التاريخ       | المكان                       | المنافس | الهدف | النتيجة | البطولة |
| ----- | ------------- | ---------------------------- | ------- | ----- | ------- | ------- |
| 1.    | 24 أغسطس 2016 | ملعب حمد الكبير، الدوحة، قطر | لاوس    | 4–0   | 4–0     | ودية    |

## بطولاته

### مع ناديالفتح
- المركز الثالث في كأس خادم الحرمين الشريفين عام 2012م.
- كأس السوبر السعودي 2013.
- دوري المحترفين السعودي 2012–13.

### مع ناديالأهلي
- كأس ولي العهد السعودي 2014–15
- دوري المحترفين السعودي 2015–16
- كأس خادم الحرمين الشريفين 2016
- كأس السوبر السعودي 2016

## روابط خارجية
- حسين المقهوي على موقع الاتحاد الدولي (مؤرشف)  (الإنجليزية)
- حسين المقهوي على موقع قاعدة بيانات كرة القدم.إي يو (الإنجليزية)
- حسين المقهوي على موقع ناشيونال فوتبول تيمز (الإنجليزية)
- حسين المقهوي على موقع Soccerway.com (الإنجليزية)
- حسين المقهوي على موقع عالم كرة القدم.نت (الإنجليزية)